# Михайловский (Иркутская область)
Михайловский (Михайловск) — исчезнувший посёлок на территории Новолетниковского сельского поселения Зиминского района примерно в 12 километрах от села Новолетники.

## История
Был основан в 1909 году землеустроителем Михайловым, в честь которого и получил своё название. В числе переселенцев были русские, украинцы и чуваши. В 1920—1930-х входил в состав Новолетниковского сельсовета Зиминского района. Согласно переписи 1926 года, насчитывалось 60 хозяйств, проживало 306 человек (137 мужчин и 169 женщин). В посёлке функционировала школа, церкви не было, так как большинство жителей были атеистами. В 1931 году в Михайловске был образован колхоз «Иосиф комсомолец». Назвали его в честь комсомольца Иосифа, приехавшего организовывать комсомольскую ячейку в Михайловске и погибшего от рук банды Морозова, состоявшей из четырёх братьев Морозовых, двоих из которых звали Павел и Иван, жителей с. Новолетники. После раскулачивания Морозовы собрали банду и занимались грабежом колхозов. Стали нападать и на семьи коммунистов и комсомольцев Михайловска. Завязались бои, мирным жителям приходилось прятаться даже в картошке на огородах. Многие из жителей деревни были убиты и похоронены в братской могиле возле школы. В то время в населённом пункте функционировали кузница, шорная мастерская, ферма. В 1947 году была построена мельница. В 1972 году в Михайловске был организован «Колхоз имени Буденного», тогда насчитывалось около 50 дворов, функционировали школа и магазин. После укрупнения колхозно-совхозных хозяйств деревня пришла в упадок. Последний житель покинул Михайловск в 1980 году, в 1985 был разрушен последний дом. Посёлок Михайловский 23 июня 1986 года исключен из учётных данных, как фактически не существующий в связи с выездом из него всех жителей.